# Bousculade du Hajj en 2004
La bousculade du Hajj en 2004 est une bousculade qui s'est produite le 1ᵉʳ février 2004 à La Mecque, en Arabie saoudite, lors du premier jour du pèlerinage du Hajj. Elle a provoqué la mort de 244 pèlerins musulmans, avec 200 blessés.
La cohue a commencé à 9 heures, alors que des groupes de pèlerins empruntaient le niveau supérieur du pont Djamarat, qui relie deux falaises menant d'une part à La Mecque, d'autre part à Mina, plusieurs niveaux de passerelles en béton permettent de conduire la foule vers les stèles de la lapidation.
Il s'agissait du bilan le plus meurtrier depuis l'incendie du Hajj en 1997 et en mars 2001, une bousculade dans des circonstances similaires, au même endroit, qui avait fait 35 victimes.
Des travaux furent entrepris pour sécuriser cette zone, et l'année suivante, bien qu'une bousculade se produisit, le nombre de victimes fut extrêmement réduit.